# Eugnoriste villosoabdominalis
Eugnoriste villosoabdominalis är en tvåvingeart som beskrevs av Werner Mohrig 2003. Eugnoriste villosoabdominalis ingår i släktet Eugnoriste och familjen sorgmyggor.
Artens utbredningsområde är Costa Rica. Inga underarter finns listade i Catalogue of Life.